# Будинок дервіша
Будинок дервіша (англ. The Dervish House) — роман північноірландського письменника-фантаста Єна Макдональда. Дія книги розгортається в 2027 році в Стамбулі. Нагороджений премією Британської асоціації наукової фантастики і Меморіальною премією імені Джона Кемпбелла, номінований на премію «Г'юго», «Локус» і Артура Кларка  у номінації найкращий роман в 2011 році

## Сюжет
Дія відбувається у найближчому майбутньому, в квітні 2027 року, після інциденту з вибухом в трамваї в Стамбулі на проспекті Неджатибей. В романі простежуються декілька сюжетних ліній і, відповідно, людських характерів. Персонажі майже не спілкуються один з одним. Між ними немає нічого спільного, крім того, що вони в основному проживають або працюють у безпосередній близькості від покинутого будинку дервіша, розташованому в Ескікей, в модному районі Бейоглу Стамбула. Більшість персонажів є свідками вибуху з різних точок зору, і їх дії побічно пов'язані з цією подією.
Від глави до глави змінюється персонаж, з перспективи котрого ведеться розповідь. Персонажі, з якими пов'язані основні сюжетні лінії:
- Недждет, невдаха, який перебуває в розбомбленому трамваї, і згодом бачить джина, відчуваючи спантеличливе релігійне пробудження.
- Джан Дурукан, вимушений весь час проводити вдома хлопчик з синдромом подовженого інтервалу QT, який відчуває вібрації далекого вибуху, відправляє мавпочку-бота на розслідування події і натикається на деякі небезпечні докази.
- Георгіос Ферентіну, член грецької меншини, експериментальний економіст на пенсії. Георгіос є наставником молодого Джана і учасником аналітичного центру з прогнозування майбутніх терористичних змов. Він також є членом групи літніх грецьких чоловіків, які часто відвідують чайний дім.
- Аднан Саріоглу, підступний біржовий маклер, який разом з приятелями-"Ультралордами" розробляє шахрайську схему з продажу неякісного газу з Ірану своїм корумпованим інвесторам.
- Айша Еркоч, дружина Аднана, куратор магазину элітних релігійних артефактів, що знаходиться поруч з будинком дервіша. Таємничий покупець спокушає Айшу знайти легендарного Медового кадавра людини.
- Лейла Гюльташли, недавня випускниця-маркетолог, велике інтерв'ю якої зірване наслідками вибуху. Далекий родич пропонує їй місце у своїй експериментальній нанотехнологічній компанії, успіху якої загрожує втрата половини мініатюрного Корану.

Сама історія є трилером, рухомим цікавою природою і таємничими мотивами первісного вибуху, в результаті якого не загинув ніхто крім смертника. Через досвід персонажів розкривається, що початковий вибух був експериментом з перевірки впливу галюциногенної речовини, яка розсіюється у вигляді нанопорошка на нічого не підозрююче населення, щоб стимулювати галюцинації релігійних образів і викликати культурне релігійне пробудження. Історія досягає кульмінації, коли Недждет, Джан і Георгіос намагаються зірвати вирішальну спробу терористів розігнати галюциноген через газові труби Стамбула.

## Теми
Роман поєднує в собі естетику старого світу (релігійне мистецтво і історія культури) з високотехнологічними нововведеннями (нанотехнології, безпілотні автомобілі, робототехніка), в той же час враховуючи суперечливу природу культурної ідентичності Стамбулу в час, коли Туреччина (згідно сюжету) була прийнята в Європейський Союз. Наслідки прогресу і технологій на суспільство постмодерну проілюстровані на прикладі не пов'язаних один з персонажів-сусідів. Ідея релігії як спільного марення також вводиться через мимовільний досвід галюцинацій Недждета і його взаємодії зі своїми послідовниками в районі.